# Rápido Internacional Cooperativo
Rápido Internacional Cooperativo, más conocido por su acrónimo RAINCOOP, fue una cooperativa de transporte de la ciudad de Montevideo. Funcionó desde el 13 de mayo de 1975 hasta el 10 de junio de 2016. Prestó el servicio de nueve recorridos urbanos, un diferencial y dos suburbanos en el área metropolitana.
Contaba con 152 unidades de color blanco y azul con letras y números rojos en diferentes esquemas.

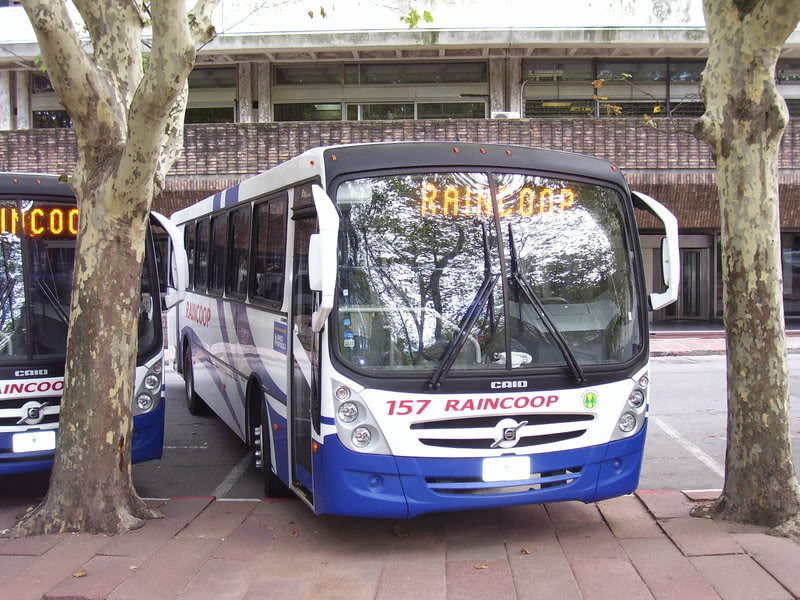
Ómnibus Caio Foz 2008 Volvo B7R, siendo presentados frente al Edificio del Ministerio de Transporte y Obras Públicas

## Antecedentes
Debido a la situación deficitaria en la que se encontraba la Administración Municipal de Transporte, en 1967 la Intendencia de Montevideo comienza a considerar el cese y la privatización de los servicios prestados, cooperativizando a los trabajadores y funcionarios, a modo de evitar perdida de fuentes laborales.
En 1973, los obreros cooperativizados de AMDET elevan una carta a la Junta de Vecinos de Montevideo planteando posibles soluciones. En ella, se planteaba un plan experimental de un año, en el cual las cooperativas de trabajadores pudieran operar y explotar de forma autónoma los servicios de transporte prestados hasta el momento por el ente. En dicho periodo se preveía ademas que el ente continuará como propietario de su patrimonio y de sus unidades, las cuales, una vez demostrada la eficacia de las cooperativas pudieran ser adjudicadas a las mismas. 
Estas intenciones se concretarían en 1974 en la resolución N.° 37.588 de la Intendencia Municipal de Montevideo.

## Historia
El 8 de mayo de 1975 luego de haberse  conformado la cooperativa Rápido Internacional Cooperativo mediante los decreto del Gobierno departamental Nº 16.853 y Nº 16.854 se le otorgó la concesión de diez años para la explotación del servicio de transporte, otorgándose también el uso parcial de la Estación Unión, ubicada sobre la avenida 8 de Octubre y Villagrán,  en carácter de comodato precario, recibiendo también un total de 70 unidades Leyland Royal Tiger Worldmaster LERT44.3 con carroceria Metro-Cammel Weymman de tres  puertas y una unica unidad Leyland Royal Tiger también con carrocería Metro-Cammel Weymman.
En 1978 la cooperativa no puede concretar el pago de las unidades y el municipio nombra un interventor con el fin de asegurar el mismo.
A principios de la década de los ochenta ante la imposibilidad de renovar sus flotas, comienza a arrendar coches proveniente de otras empresas para la operación de la línea 221, siendo los modelos Mercedes Benz O321, Leyland Master, Mercedes Benz O355 HL / O362 HL, Alfa Romeo Tubocar, GMC, entre otros.

En 1987 se logra realizar la primera adquisición de unidades cero kilómetros, en esta ocasión se adquirió  un ómnibus con carrocería Marcopolo del modelo Torino G4 sobre chasis Mercedes Benz OH 1315.

### Años 1990
En 1992 la situación del transporte capitalino se encontraba enfrentando diversas dificultades, entre ellas la imposibilidad de renovar sus unidades, las cuales en su mayoría eran de la década del 60 y 70, lo que hacía evidente la necesidad de renovación. En consecuencia, el Ministerio de Transporte y Obras Públicas en coordinación con las intendencias departamentales pone en marcha el denominado “Sistema Nacional de Renovación de Flota”  que consistía en que el Banco República realizara la compra de   las unidades a modo de que las compañías puedan adquirirlas mediante el arrendamiento financiero. A fines de octubre llegan las primeras quince unidades Volvo B58E con carrocería Caio Vitoria.
El 30 de octubre  la Cooperativa Obrera Transportes del SUR deja de circular y es disuelta, por lo que las líneas 17 y 76 comenzarían a ser operadas por la cooperativa Raincoop, ambas partiendo de Punta Carretas, el 17 hacia Casabó y el 76 hacia la playa del Cerro, absorbiendo también a algunos funcionarios de la desaparecida cooperativa, así como algunos de los ómnibus contratados para cubrir los nuevos servicios hasta la llegada de nuevas unidades.
En 1993 de acuerdo al Plan de Renovación de Flotas, llega una tanda para servicio urbano de 55 autobuses Volvo B58E Caio Vitoria. Paralelamente en el mismo año se adquieren once nuevos ómnibus modelo Volvo B58E con carrocería Caio Vitoria, y 18 ómnibus Volvo B58E con carrocería Thamco Scorpion TH3250USS. Para la división  suburbana hubo además una importación entre 1992 y 1993 de un total de 15 ómnibus carreteros Volvo B58E con carrocería Caio Vitoria, que sustituyeron a muchos de los ómnibus contratados y Leyland renumerados.  
Para esos años, surgen las líneas diferenciales, caracterizadas por ser un servicio más rapido que las urbanas, al contar con un servicio semidirecto y de un costo mayor al del boleto urbano. Es así, que comienza a prestar servicios la línea D10, uniendo el Puente Carrasco con la Ciudad Vieja.
El 20 de diciembre de 1994 el Ministerio de Transporte y Obras Públicas le concede a la cooperativa un permiso “provisorio y revocable” por el plazo de un año para la explotación de una nueva línea suburbana; la línea 222, con destino a Parque del Plata. Este servicio fue inaugurado el 5 de enero de 1995, y duró solamente tres meses, ya que el 14 de marzo de 1995 se suspende el permiso debido a recursos presentados por la Compañía de Ómnibus de Pando el 9 de febrero ante la secretaría de Estado. Finalmente se revoca en setiembre de 1998 por parte del ministerio. 

### Años 2000
En 2002 se adquieren diez ómnibus Volvo B58E Caio Vitoria. El 27 de julio de ese mismo año se presentan las nueve modernas unidades micros  con mecánica Mercedes Benz LO 814 y carrocería Busscar del modelo Micruss en la explanada del Palacio Municipal, destinados más que nada al servicio de las líneas locales y diferenciales. Fue con estos coches que el día 29 de julio de ese mismo año,  se inauguran los servicios de las líneas L20 y L21 que unirían la zona Sur de Carrasco con la zona Norte, la operación de los mismos sería compartida con la Compañía Uruguaya del Transporte Colectivo.
El 19 de Setiembre de 2005, tras cumplirse diez años del cese de la línea 222, el Ministerio de Transporte  resuelve adjudicar nuevamente los permisos de la línea 222.
En 2006 el Ministerio de Transporte dispone, en el marco del Programa Nacional de Renovación Gradual y Permanente de la Flota de Vehículos de Transporte Colectivo, que las empresas deben anualmente renovar entre un mínimo de 8% y un máximo de 20% de su flota para ofrecer un servicio más eficiente y seguro, es por ello que en estos años la cooperativa resuelve adquirir nuevas unidades para su flota, tanto urbana como diferencial y suburbana.
El 19 de marzo de 2007 se presentan en la Plaza Constitución, frente al edificio del Ministerio de Transporte y Obras Públicas ocho nuevos ómnibus marca Volvo B7R con carrocería Marcopolo Allegro con capacidad para 40 pasajeros, asientos pullman reclinables, porta-equipaje, bodega y pisos antideslizantes, destinados al servicio de las líneas suburbanas.
El 3 de marzo de 2008 fue lanzado por el Ministerio de Transporte la primera línea diferencial metropolitana, llamada DM1, entre la terminal Punta Carretas y Zonamérica, en Villa García. La operación de esta línea sería compartida por todas las empresas urbanas de Montevideo y la Compañía de Ómnibus de Pando.
El 26 de marzo de 2008 se presentan nuevamente en la Plaza Matriz, nueve unidades con mecánica Volvo B7R con carrocería Caio Foz Super también destinadas para las líneas suburbanas. Ese mismo año, el 14 de abril se presentan en la explanada del Palacio Municipal, nueve unidades Agrale MA 9.2 con carrocería Marcopolo Senior G7. En octubre se implementa por primera vez en el transporte capitalino,  mediante un convenio entre Administración Nacional de Telecomunicaciones, el Banco Comercial y Netgate, las primeras unidades con sistema Wi-Fi.  
El 9 de diciembre de 2008, coincidiendo con el 33º aniversario de la declaración de los Derechos de las Personas con Discapacidad y el Día Nacional de la Persona Discapacitada se presentan en la explanada del Palacio Municipal diez nuevas unidades con accesibilidad universal, destinadas a la operación de un nuevo servicio entre Tres Cruces y Ciudad Vieja, denominado como la línea CA1 y compartida su operación con la Compañía Uruguaya del Transporte Colectivo. Estas dos unidades Agrale MA 12 con carrocería Marcopolo Gran Viale cumplirían también con la normativa Euro III de accesibilidad universal, diseñados con imágenes emblemáticas de Montevideo.

## Cierre
El 24 de abril de 2016 los cooperativistas y empleados de la cooperativa, reunidos en una Asamblea, resolvieron con 2158 votos a favor y 126 en contra, aprobar la propuesta de la Asociación de Cooperativistas y Obreros del Transporte (ASCOT), que significaría el cierre inmediato de la Cooperativa, cuyos empleados y cooperativistas serían absorbidos por la Cooperativa Obrera del Transporte, la Unión Cooperativa Obrera del Transporte y la Compañía Uruguaya del Transporte Colectivo. En ese marco, se votaría también el cese de Lourdes Carbajal, quien hasta el momento se desempeñaba en la gerencia. 

En primera instancia, se procedió al remate de su flota de ómnibus y de su sede, obteniendo en su poder alrededor de 40 unidades la cooperativa Coetc, 35 unidades la cooperativa Ucot y 33 unidades la Corporación de Ómnibus Micro-Este. En el caso de sus instalaciones, las mismas fueron adjudicadas al Ministerio de Vivienda y Ordenamiento Territorial quien aprobaría en 2019 la construcción de viviendas sociales.  El predio en la actualidad, es alquilado por la cooperativa Ucot.

## Servicios

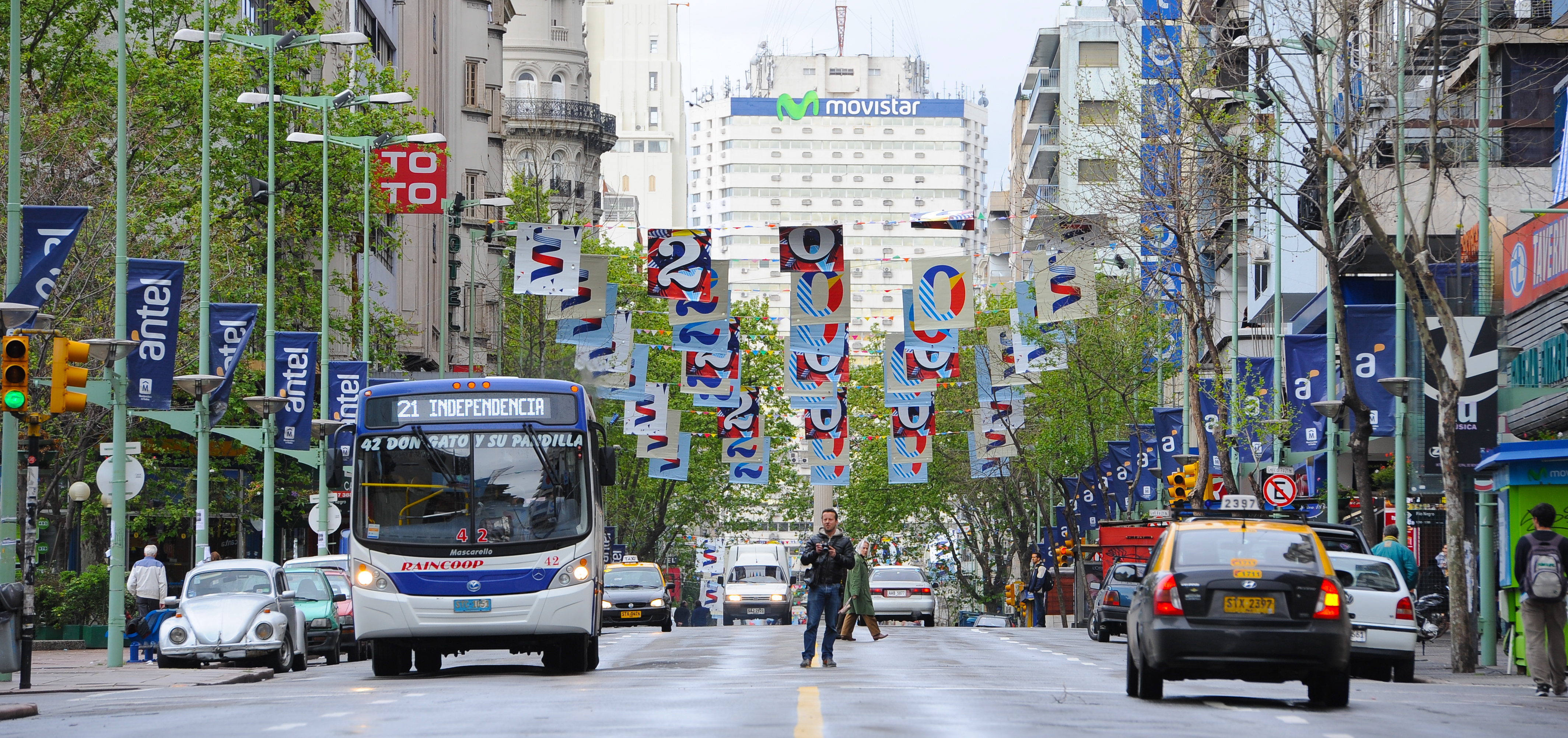
Línea 14 sobre la Avenida 18 de Julio.

Estos fueron los siguientes recorridos urbanos, locales e interdiferenciales que prestó Rápido Internacional Cooperativo hasta el cese de actividades.
| Líneas | Destino                                               |
| ------ | ----------------------------------------------------- |
| 2      | Portones Shopping - Sanatorio Saint Bois              |
| 14     | Ciudad Vieja - Pocitos                                |
| 17     | Casabo - Punta Carretas                               |
| 21     | Ciudad Vieja - Portones Shopping                      |
| 71     | Pocitos - Mendoza e Instrucciones                     |
| 76     | Punta Carretas - Playa del Cerro                      |
| 77     | Plaza Independencia - Portones Shopping / Punta Gorda |
| 79     | Ciudad Vieja - Villa Española                         |
| CA1    | Ciudad Vieja - Tres Cruces                            |
| L12    | Playa del Cerro - Puntas de Sayago                    |
| L17    | Terminal del Cerro - Playa del Cerro                  |
| L18    | Terminal del Cerro - Playa del Cerro                  |
| L20    | Terminal Portones                                     |
| L21    | Terminal Portones                                     |
| DM1    | Punta Carretas - Zonamerica                           |
| D10    | Ciudad Vieja - Parque Roosevelt                       |
| 221    | Montevideo - Solymar                                  |
| 221R   | Montevideo - El Pinar                                 |
| 222    | Montevideo - Parque del Plata                         |
| 222D   | Montevideo - Parque del Plata                         |